# I primi passi
I primi passi è una compilation di Fiorella Mannoia e di Alice (qui presente con il suo vero nome, Carla Bissi), pubblicata nel 1998.

## Descrizione
Contiene brani già pubblicati su 45 giri nel 1968 e nel 1969 dalla Mannoia e nel 1972 e 1973 da Alice.

## Tracce
1. Fiorella Mannoia – Ho saputo che partivi – 2:50 (testo: Flogal – musica: Virgilio Braconi)
2. Fiorella Mannoia – Le ciliegie – 2:25 (testo: Francesco Specchia – musica: Riccardo Zappa)
3. Fiorella Mannoia – Gente qua gente là – 2:33 (testo: Alberto Testa – musica: Bruno De Filippi)
4. Fiorella Mannoia – Occhi negli occhi – 2:35 (testo: Alberto Testa – musica: Gino Mazzocchi e Venturia)
5. Fiorella Mannoia – Mi piace quel ragazzo lì – 2:30 (testo: Alberto Testa – musica: Gino Mazzocchi e Venturia)
6. Carla Bissi – Il mio cuore se ne va – 3:06 (testo: Memo Remigi – musica: Giuseppe Gramitto Ricci)
7. Carla Bissi – Un giorno nuovo – 3:48 (Pino Donaggio)
8. Carla Bissi – La festa mia – 3:00 (testo: Franco Califano – musica: Maurizio Fabrizio)
9. Carla Bissi – Fai tutto tu – 3:01 (testo: Franco Califano – musica: Roberto Conrado)
10. Carla Bissi – Il giorno dopo (The Morning After) – 3:18 (Hirschhorn, Kasha, Vito Pallavicini)
11. Carla Bissi – Vivere un po' morire un po' (My My She Cries) – 2:25 (Annamaria Baratta, Giorgio Calabrese, Carole King e Toni Stern)

Durata totale: 31:31